# 2%
2% è un singolo del rapper italiano Gué Pequeno, pubblicato il 25 gennaio 2019 come terzo estratto dal quinto album in studio Sinatra.

## Video musicale
Il video, diretto da Igor Grbesic e Marc Lucas, è stato reso disponibile nel medesimo giorno attraverso il canale YouTube del rapper.

## Classifiche

### Classifiche settimanali
| Classifica (2018) | Posizione massima |
| ----------------- | ----------------- |
| Italia            | 4                 |

### Classifiche di fine anno
| Classifica (2019) | Posizione |
| ----------------- | --------- |
| Italia            | 77        |